# Санта Крус (Філіппіни)
Санта Крус, офіційна назва — муніципалітет Санта Крус (тагальська: Bayan ng Santa Cruz), є муніципалітетом 1-го класу та столицею провінції Лагуна, Філіппіни. За даними перепису 2020 року, населення становить 123 574 особи. 
Санта-Крус розташований на березі річки Санта-Крус, яка впадає в східну частину Лагуна-де-Бай. Місто обмежене затокою на півночі, містами Лумбан і Пагсанджан на сході, містами Пагсанджан і Магдалена на півдні та Піла на заході. Це 88 кілометрів (55 миль) від Маніли через Каламбу та Лос-Баньос. До нього можна дістатися наземним транспортом від метро Маніли, що проходить через провінцію Рісаль через Манільську східну дорогу або через автостраду Південного Лусона.
Розвиток Санта-Крус як адміністративного, комерційного та сервісного центру Лагуни робить його доступним для всіх приватних/громадських транспортних засобів, які прямують до прилеглих місць, зокрема до Пагсанджана, озера Калірая, Лілів, Паете та Нагкарлана.

## Географія

#### Клімат
Як і більшість районів провінції Лагуна, клімат Санта-Крус характеризується двома яскраво вираженими сезонами: сухим із січня по квітень і вологим протягом решти року. У муніципалітеті річна температура 27,2 градуса за Цельсієм і річна кількість опадів 1962,7 мм. На території муніципалітету переважають північно-східні вітри із середньою швидкістю 9 вузлів.

#### Барангаї
Санта Крус політично поділяється на 26 барангаїв.
- Alipit
- Bagumbayan
- Bubukal
- Calios
- Duhat
- Gatid
- Jasaan
- Labuin
- Malinao
- Oogong
- Pagsawitan
- Palasan
- Patimbao
- Poblacion I
- Poblacion II
- Poblacion III
- Poblacion IV
- Poblacion V
- Poblacion VI New
- Poblacion VII New
- Poblacion VIII New
- San Jose
- San Juan
- San Pablo Norte
- San Pablo Sur
- Santisima Cruz
- Santo Angel Central
- Santo Angel Norte
- Santo Angel Sur

## Галерея

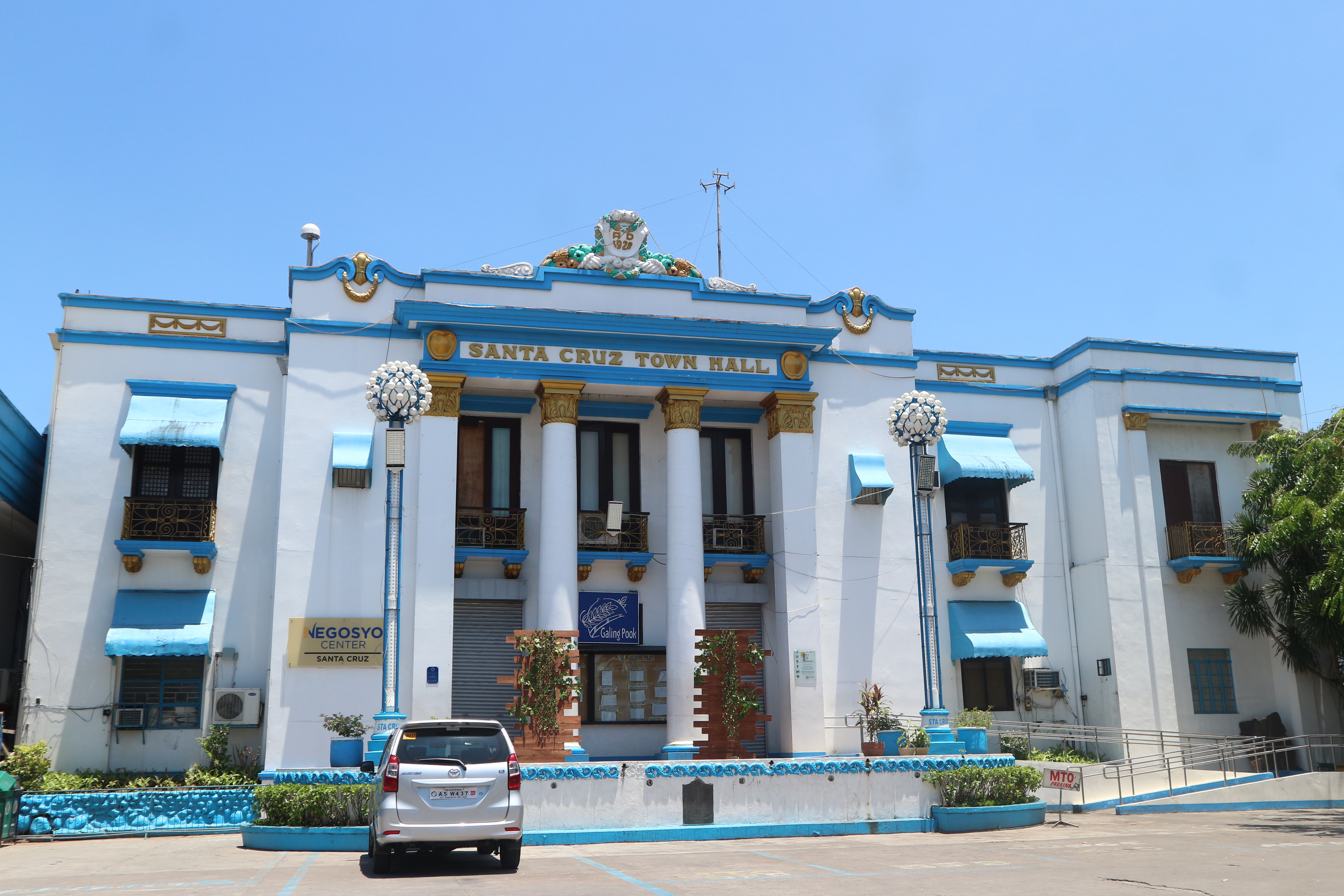
Мерія
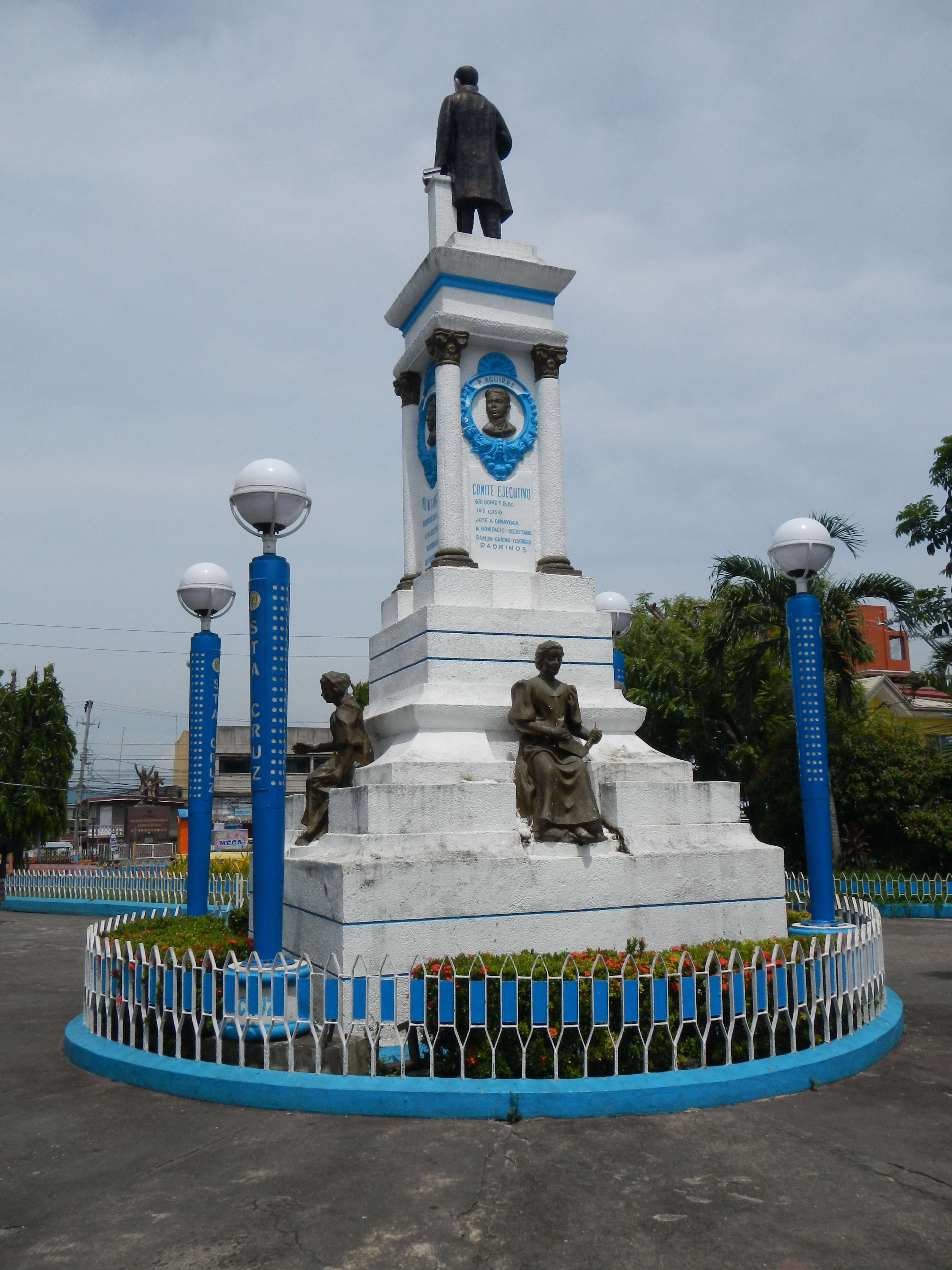
Пам'ятник Хосе Рісалю
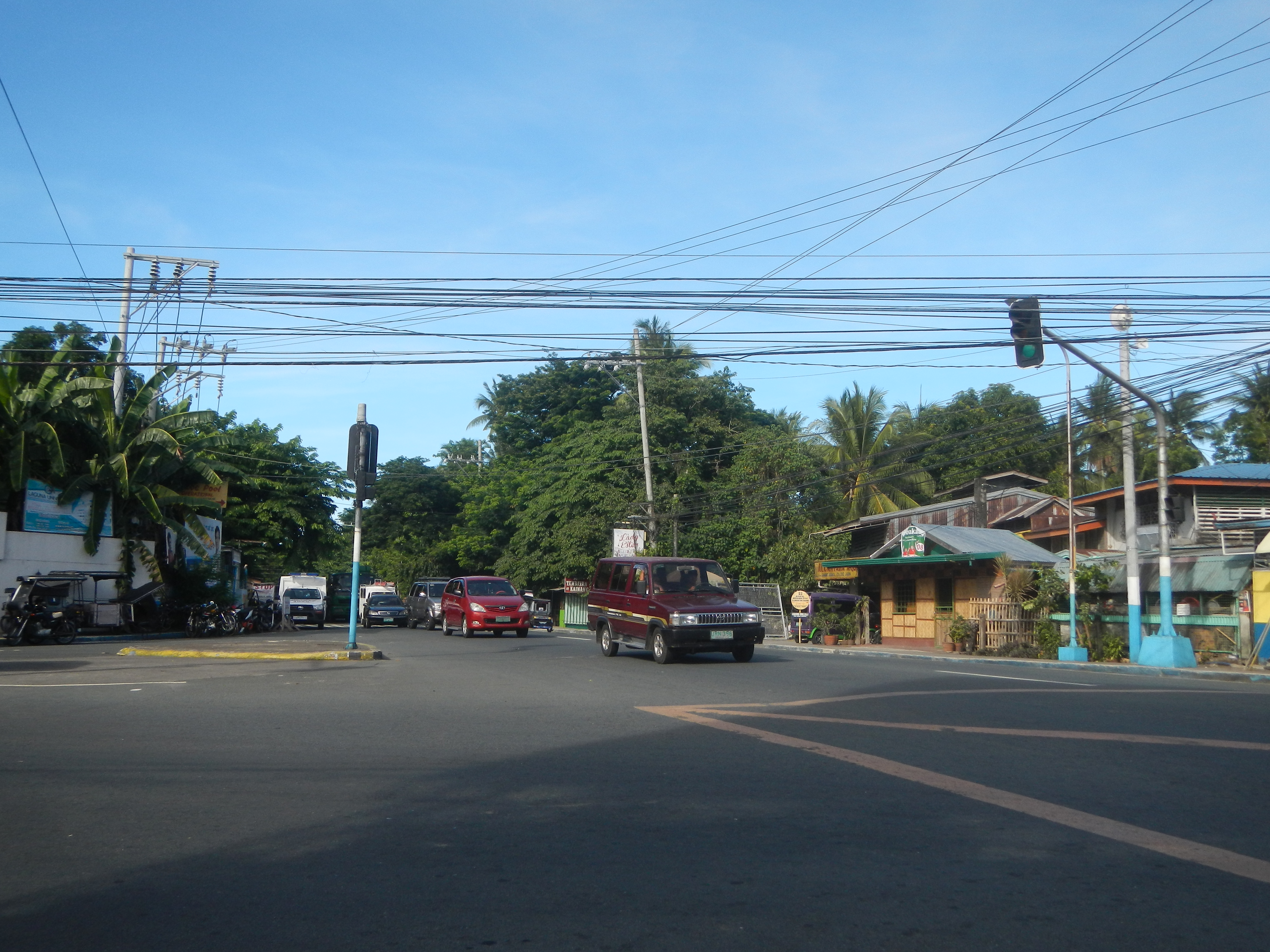